# Kwiaciarki
Kwiaciarki – obraz Olgi Boznańskiej namalowany w roku 1889.
Obraz został wykonany w technice olejnej. Znajduje się w zbiorach Muzeum Narodowego w Krakowie (nr inw.: MNK II-b-1548) i jest eksponowany w Galerii Sztuki Polskiej XX wieku, w dziale Młoda Polska. Obraz sygnowany: Olga Boznańska 89.
Obraz był prezentowany na wystawie Towarzystwa Przyjaciół Sztuk Pięknych w Krakowie w 1889 roku. Większość pejzaży namalowanych przez siebie, artystka obserwowała przez okno. Tak jak wielu artystów Młodej Polski, Boznańska interesowała się sztuką Japonii. Przejawiało się to nie tylko sięganiem po japońskie rekwizyty w swoim malarstwie, ale także przebieraniem się i fotografowaniem w stroju japońskim. Tę fascynację widać w obrazie Kwiaciarki. Na wzór drzeworytów japońskich artystka stworzyła harmonijną kompozycję o trzech planach: zabudowań widocznych w tle, okna, oraz siedzących na jego tle trzech kwiaciarek. Podział dodatkowo podkreśla kolor, o zawężonej skali, stonowany w głębi i w partiach bocznych, rozjaśniony i ożywiony akcentami barwnymi w centrum kompozycji. Wpływ japonizmu widać w wycinkowym kadrze oraz fryzurach kwiaciarek. Artystka umieściła również dyskretnie na ścianie japońskie wachlarze uchiwa.

## Proweniencja historyczna
Według informacji Marcina Bukowskiego z Wrocławia obraz był własnością jego rodziny – został ofiarowany przez artystkę Jackowi Matusińskiemu, w którego domu artystka mieszkała, a do Pana Bukowskiego przeszedł w drodze spadku. W 1948 roku podczas likwidacji mieszkania obraz zaginął. Odnalazł się w MNK, jako własność MNK. (informacja z karty z 1982 r.).

## Udział w wystawach
- Cyfrowe Dziedzictwo Kulturowe
- Kraków 1900, 2018-06-22 – 2019-06-02; Muzeum Narodowe w Krakowie, Urszula Kozakowska-Zaucha
- Olga Boznańska (1865–1940); Muzeum Narodowe w Warszawie
- Olga Boznańska / edycja warszawska, 2015-02-26 – 2015-05-02; Muzeum Narodowe w Warszawie
- Galeria Sztuki Polskiej XX wieku, 2005-11-01 – 2017-07-16; Muzeum Narodowe w Krakowie
- XX + XXI. GALERIA SZTUKI POLSKIEJ, 2021-10-14 – 2030-12-31; Muzeum Narodowe w Krakowie[1]